# Thomas Barth (Politiker)
Thomas Barth (* 8. Mai 1977 in Mainz) ist ein deutscher Politiker (CDU). Er ist seit Oktober 2017 Abgeordneter im Landtag von Rheinland-Pfalz und seit 2014 Ortsbürgermeister in seinem Wohnort Stadecken-Elsheim. Am 16. März 2025 gewann er die Wahl zum Landrat des Landkreises Mainz-Bingen.

## Leben
Barth besuchte von 1987 bis 1996 das Gymnasium Nieder-Olm und absolvierte anschließend den einjährigen Grundwehrdienst. 1997 begann er ein Lehramtsstudium in Französisch, Italienisch und Spanisch an der Johannes Gutenberg-Universität Mainz, das er 2003 abschloss. Während eines Auslandssemesters im spanischen Málaga lernte er seine spätere Ehefrau kennen. Nach dem Staatsexamen folgte von 2004 bis 2006 das Referendariat am Eleonoren-Gymnasium in Worms.
Von 2006 bis zu seinem Einzug in den Landtag unterrichtete Barth Französisch und Spanisch am Elisabeth-Langgässer-Gymnasium in Alzey und leitete die dortige Mittelstufe.
Barth ist evangelisch, verheiratet und hat drei Kinder.

## Politik
Thomas Barth trat 1995 in die CDU ein und wurde 1999 in den Gemeinderat von Stadecken-Elsheim sowie in den Verbandsgemeinderat von Nieder-Olm gewählt. Von 2005 bis 2015 war er Vorsitzender des CDU-Gemeindeverbands Nieder-Olm, von 2010 bis 2016 gehörte er dem Kreisvorstand der CDU Mainz-Bingen an; 2018 wurde er dessen stellvertretender Vorsitzender; seit 2022 ist er Vorsitzender des CDU-Kreisverbands Mainz-Bingen. 2014 wurde Barth zum Ortsbürgermeister von Stadecken-Elsheim gewählt, gleichzeitig erfolgte seine Wahl in den Kreistag Mainz-Bingen. Bei den Kommunalwahlen 2019 wurde er in der Stichwahl mit 51,9 % der Stimmen als Ortsbürgermeister wiedergewählt, ebenso wurde er erneut in den Kreistag Mainz-Bingen gewählt. Bei den Kommunalwahlen 2024 wurde Barth mit 54,8 Prozent der Stimmen als Ortsbürgermeister von Stadecken-Elsheim wiedergewählt.
Zum 1. Oktober 2017 rückte er für Dorothea Schäfer in den rheinland-pfälzischen Landtag nach. Diese trat zuvor das Amt der Landrätin des Landkreises Mainz-Bingen an. Im Landtag gehörte Barth in der 17. Wahlperiode dem Ausschuss für Bildung, dem Ausschuss für Europa und Eine Welt sowie dem Ausschuss für Gleichstellung und Frauenförderung an. Im Juni 2020 wurde er von der CDU als Kandidat im Wahlkreis Ingelheim am Rhein für die Landtagswahl 2021 nominiert. Bei der Wahl am 14. März 2021 verlor er das Direktmandat an Nina Klinkel (SPD), zog aber über die CDU-Landesliste wieder in den Landtag ein. Barth gehört auch in der 18. Wahlperiode des rheinland-pfälzischen Landtags dem Bildungsausschuss an. Zudem ist er als europapolitischer Sprecher der CDU-Landtagsfraktion Mitglied im Ausschuss für Europa und Eine Welt, dessen stellvertretender Vorsitzender er ist.
Barth kandidierte 2025 bei der Landratswahl im Kreis Mainz-Bingen für die CDU. Im ersten Wahlgang erzielte er mit 38,2 Prozent der Stimmen das beste Ergebnis und zog damit in die Stichwahl ein. Am 16. März gewann er diese mit 54,5 Prozent der Stimmen gegen Steffen Wolf (SPD). Die Amtszeit beginnt am 1. Oktober 2025.

## Ehrenamtliche Aktivitäten
Seit 1992 ist Barth aktives Mitglied der Freiwilligen Feuerwehr seiner Heimatgemeinde. Von 1994 bis 2019 war er Sänger des Gesangvereins „Sängerkranz 1865“ Stadecken e. V. Er ist Gründungsmitglied des Vereins „Die Weinheiligen“ e. V.
Seit 2017 ist Barth Mitglied des Kuratoriums der Fridtjof-Nansen-Akademie für politische Bildung im Weiterbildungszentrum Ingelheim und der Landeszentrale für politische Bildung Rheinland-Pfalz. Im gleichen Jahr wurde er als Vertreter des Landkreises Mainz-Bingen in den Aufsichtsrat der in.betrieb GmbH Gesellschaft für Teilhabe und Integration Mainz gewählt.
Nach der Kommunalwahl 2019 wurde er vom Kreistag Mainz-Bingen als Mitglied der Regionalvertretung der Planungsgemeinschaft Rheinhessen-Nahe und Mitglied der Hauptversammlung des Landkreistags Rheinland-Pfalz gewählt.
Mit der 18. Wahlperiode des Landtags Rheinland-Pfalz wurde er ins Kuratorium der Evangelischen Akademie der Pfalz berufen. Zudem ist er seit 2021 Vizepräsident des Partnerschaftsverbands Rheinland-Pfalz/4er-Netzwerk e. V.